# كيث غرينير
كيث غرينير هو سياسي أمريكي، ولد في 2 مايو 1965. نشط حزبياً في الحزب الجمهوري. وقد انتخب عضو مجلس نواب بنسيلفانيا ‏.